# Los Disparates
Los disparates ou Los proverbios é uma série (com toda probabilidade incompleta) de vinte e duas gravuras realizadas à água-tinta e água-forte, com retoques de ponta seca e brunidor, realizada por Francisco de Goya entre 1815 e 1823.
Dentre todas as estampas realizadas por Goya, esta série é a de mais difícil interpretação. Nela destacam-se as visões oníricas, a presença da violência e o sexo e a ridiculização das instituições relacionadas com o Antigo Regime e em geral, a crítica do poder estabelecido. Porém, além destas conotações, as estampas oferecem um mundo imaginativo rico relacionado com a noite, com o carnaval, e com o grotesco, que constituem um enigma tanto estampa por estampa quanto no seu conjunto.
A série dos Disparates permaneceu inédita até 1864, ano em que a Real Academia de Belas-Artes de São Fernando publicou dezoito gravuras que, em 1877, aumentariam a vinte e duas após a aparição de quatro lâminas mais aparecidas na revista L'Art, procedentes das pranchas que se estavam em poder de Eugenio Lucas.

## Datação

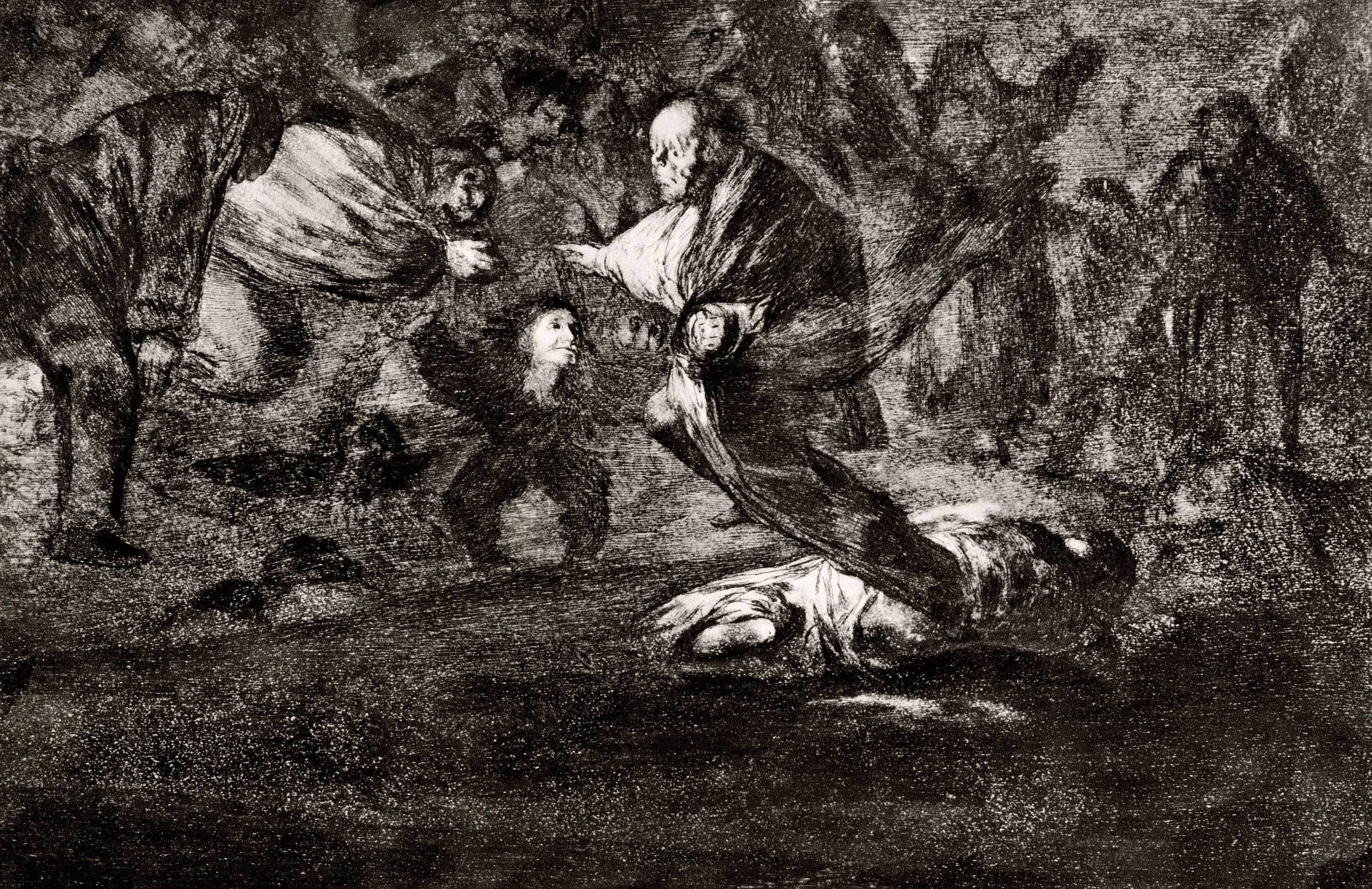
Los disparates, n.º 18: «Disparate fúnebre». Considerou-se se teria sido a gravura inicial da série.

Los disparates constituem a última das obras gráficas gravadas por Goya, e podem ser datados entre 1815 e 1823, quando o pintor abandona a Espanha. A série pôde estar prevista para vinte e cinco estampas, das quais apenas se conservam vinte e duas. As primeiras deveram ser elaboradas nada mais finalizar La Tauromaquia, pois no álbum que teve o crítico Ceán Bermúdez, conservado no Museu Britânico, aparece após a última estampa taurina uma prova de estado do disparate número 13, o conhecido como "Modo de volar" ("modo de voar"). Além disso, as pesquisas de Jesusa Vega ratificam que as pranchas de cobre e o tipo de papel dos Disparates são as mesmas e pertencem ao mesmo lote que os empregados na Tauromaquia.
Bozal e outros autores, como a mesma Vega, inclinam-se por datar a série entre 1815 ou 1816 e 1819, ano em que a grave doença que sofreu Goya interromperia o trabalho e que não retomaria posteriormente, dedicando-se no sucessivo à decoração das Pinturas negras da sua finca da Quinta del Sordo. Embora em nenhum caso haja dados que permitam descartar que seguisse a trabalhar em Los disparates entre 1819 e 1823, pensou-se que uma realização simultânea suporia uma carga de trabalho excessiva para um Goya que superava os setenta anos. Também se aduz que a carga satírica, de violência e de sexualidade soterrada destas gravuras, não é acorde com o período da Restauração absolutista na Espanha, em especial com o da etapa compreendida entre 1814 e o pronunciamento de Rafael de Riego de 1820, pelo qual Goya, quer por não poder ou por não estimar conveniente publicá-las, guardaria as pranchas e posteriormente descartaria a sua terminação. Em qualquer caso, era difícil que um trabalho assim lhe reportasse benefícios econômicos de consideração, visto que nem sequer A Tauromaquia (a série com maiores possibilidades comerciais), foi vendida tão bem como era esperado.
As pranchas de Los disparates passaram ao poder dos descendentes de Goya até meados do século XIX. Em 1854 Román Garreta comprou-as para a sua publicação, embora só fossem gravadas algumas provas. Dois anos depois estavam em poder de Jaime Machén, que quis vendê-las à administração espanhola em 1856, mas não foi até 1862 que foram definitivamente adquiridas pela Real Academia de Belas-Artes de São Fernando, que publicou dezoito gravuras numa tirada de trezentos sessenta exemplares com o título de Los proverbios, em 1864. Quatro estampas mais, pertencentes à mesma série, eram propriedade de Eugenio Lucas, provavelmente de 1856. Mais tarde, estas apareceram na França, onde foram publicadas pela revista L'Art em 1877.

## Ordem das estampas na série
Quanto à ordem das gravuras, a edição acadêmica de 1864 utilizou uma sequência ao acaso, pois não houve jeito de encontrar um plano de ordenação da série. Mais tarde, quando se conheceram provas de estado preparadas pelo próprio Goya, além de conhecer as epígrafes provisórias, viu-se que havia duas numerações, uma no ângulo superior esquerdo e outra no superior direito que, além disso, não coincidiam na ordem. É por isso que o problema da continuidade lógica desta série ainda não foi resolvido. Contudo, o número mais alto encontrado é o 25, o qual faz pensar que este era o número total de estampas planeado.

## Análise do conjunto

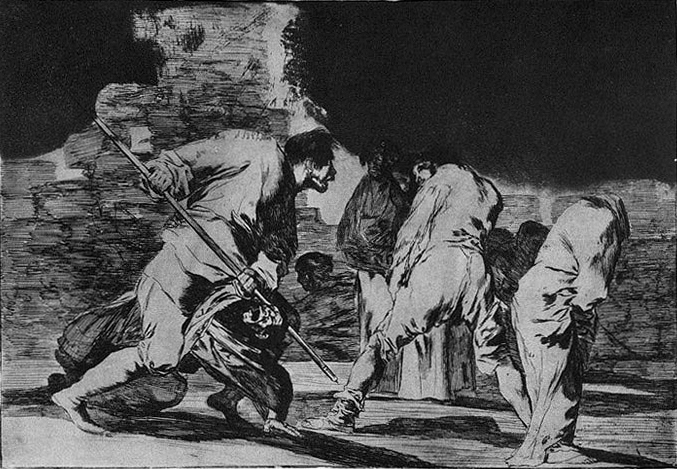
Los disparates, n.º 6: «Disparate furioso».

De quinze das gravuras conservaram-se desenhos preparatórios a pincel e sanguina à aguada, atualmente na sua maior parte no Museu do Prado. Também existem outros cinco desenhos que não foram realizados em prancha, com o que somam um total de vinte desenhos preparatórios de Los disparates. Os câmbios introduzidos entre o desenho e a estampa definitiva são maiores que no restante da obra gráfica goyesca. 

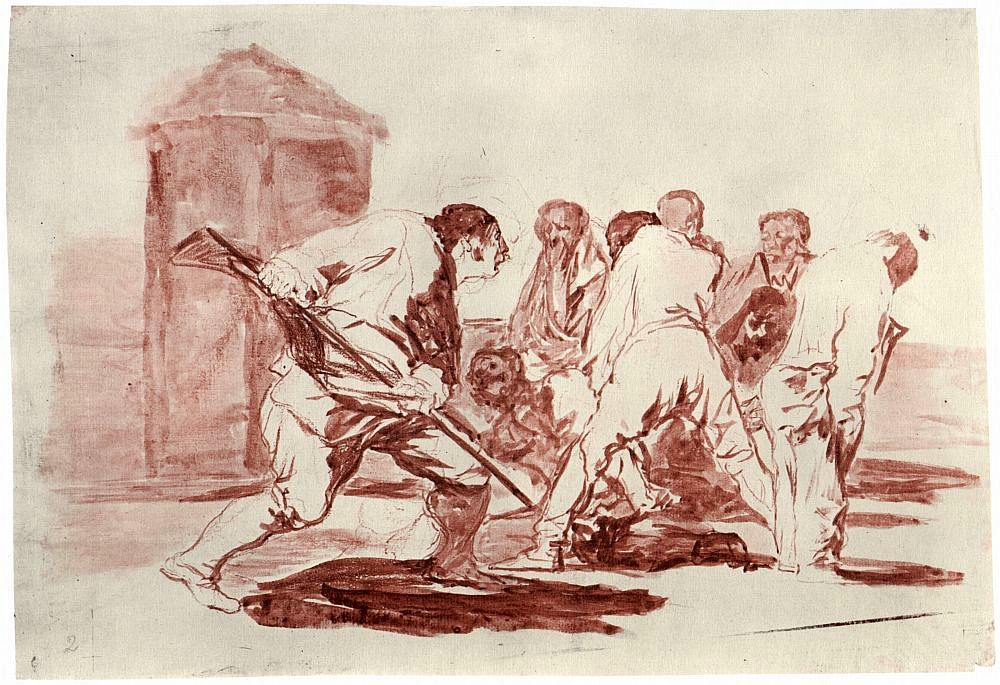
Desenho preparatório ao «Disparate furioso».

Assim, no desenho preparatório do «Disparate furioso» (n.º 6), aparecia um soldado expulsando com o seu fuzil um grupo de gente, no contexto de uma guarita militar. Na estampa final o soldado é um civil, desaparece a guarita, e o fuzil tornou-se numa pica com a qual atravessa o rosto de um homem. Aumenta assim a violência e a falta de concreção da gravura a respeito do desenho inicial.
Contudo, o verdadeiro enigma está na interpretação iconográfica dos Disparates, que gerou uma enorme quantidade de bibliografia visando desentranhar o seu sentido dos mais variados pontos de vista.
Inicialmente (Charles Yriarte e outros) a série foi vista como uma continuação de Los Caprichos e com as últimas estampas de Los desastres de la guerra, os chamados «Caprichos enfáticos». De fato, «disparates» e «caprichos» estão relacionados semanticamente. Insistiu-se na sátira política e social, embora não se consideravam Los disparates na sua condição independente do aquelas outras séries, e o certo é que o grau de fantasia, a apresentação de cenas de pesadelo, o aspeto grotesco e monstruoso das personagens que a habitam, ao lado da sua falta de lógica, fazem que esta obra deva ser considerada como um caso à parte, relacionada sobretudo com as Pinturas negras.
No século XX, artistas de vanguarda de origem expressionista, como Paul Klee ou Emil Nolde puseram de relevo a sua absoluta modernidade, se bem que as interpretações desde sua concepção pessoal eram muito subjetivas. Também se tentou analisar Los disparates duma perspectiva de psicanálise, enfatizando seu caráter sexual e violento.
Tem-se proposto também voltar ao título de «Provérbios» da edição de 1864, e neste sentido ensaiou-se analisar a série como a ilustração de provérbios, como acontece na pintura satírica dos Países Baixos (e.g. em Brueghel o Velho e os seus "Provérbios flamencos"). 

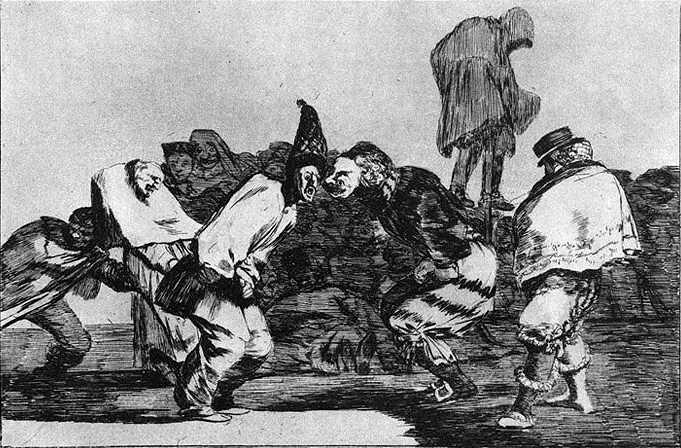
Los disparates, n.º 14: «Disparate de carnaval».

Outra das interpretações é a desenvolvida por Nigel Glendinning, que relaciona a maioria dos motivos destas estampas com a tradição do carnaval. Esta linha de pesquisa teve seu começo no achegamento de Ramón Gómez de la Serna. Aparecem tradições folclóricas e lúdicas no manteamento do pelele (fantoche) por parte de mulheres do «Disparate feminino» (n.º 1) ou na tradição aragonesa dos gigantes e cabeçudos parodiada no n.º 4, "Bobalicón" ("Bobão") e no «Disparate de medo» (n.º 2). Até o ponto de a estampa número 14 levar a epígrafe, na prova de estado preparada por Goya, de «Disparate de carnaval».
Em geral, os personagens grotescos, deformes, fantásticos aparecem em toda a série, e representam um tópico «Mundo ao revés» característico do mundo de Rabelais, descrito por Mikhail Bakhtin na sua obra A cultura popular na Idade Média e no Renascimento. O contexto de François Rabelais. Também é própria do carnaval a crítica da autoridade, como ocorre com os militares e eclesiásticos que aparecem abundantemente nestas estampas, bem como os animais e o circo.
Glendinning observa que um dos traços carnavalescos é o da subversão de tudo aquilo que represente a autoridade. Instituições como o matrimônio, o homem frente à mulher, ao exército e ao clero. Em quase todos os Disparates amostra-se como a representação do poder é derrocada, humilhada, obviada ou ridicularizada. No «Disparate claro» (n.º 15), um homem vestido de militar parece ser arremessado do qual parece ser um palco que um grupo de gente se esforça em cobrir com uma lona. No «Disparate femenino» (n.º 1) um pelele (fantoche) sacudido pelas mulheres veste uniforme militar. No «Disparate de miedo» (n.º 2), um soldado foge aterrorizado de alguém disfarçado com grandes lençóis, com aparência de fantasma. Apesar de que o delata o rosto que assoma por uma manga, o militar não o adverte. Entre as duas figuras centrais e vislumbrado na zona em sombras que compõe o público que presença o «Disparate de carnaval» (n.º 14) também há um militar, quer dormido, quer inconsciente ou ébrio; a função militar fica totalmente degradada pela sua atitude e o contexto da lâmina.

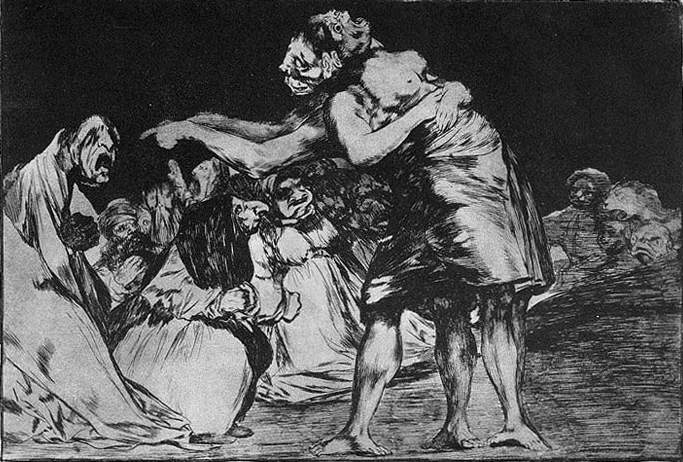
«Disparate matrimonial» (número 7).

Por outro lado, o estamento eclesiástico também fica ridiculizado. No «Disparate general» (n.º 9) duas figuras vestidas com traje adoram uma camada de gatos. E no desenho preparatório do n.º 4, "Bobalicón" ("Bobão"), quem se mostrava aterrorizado era um simples clérigo ajoelhado.
Muito se insistiu na feroz crítica do sacramento matrimonial que aparece em várias das estampas, talvez em alusão ao matrimônio de Leocadia Weiss com o seu marido e a convivência que esta mantinha com Goya. A estampa n.º 7, «Disparate matrimonial» amostra uma horrível figura siamesa de homem-mulher (possivelmente alegoria da obrigação matrimonial) que parece pedir contas a um monstruoso frade, cujo rosto grotesco parece entristecido. Assim mesmo, a estampa 16, «As exortações», foi interpretada como uma reflexão sobre a infidelidade, na qual uma mulher sujeita a um homem que vai embora, e que à sua vez é aconselhado ou repreendido por uma personagem que parece vestida de sacerdote. A mulher, por outro lado, é atraída do braço, por uma velha que semelha La Celestina, para duas personagens com triplo e duplo rosto, que poderiam ser as co-participes da infidelidade amorosa. Também o «Disparate pobre» (n.º 11) foi visto como uma expressão da fuga, de uma jovem e bela mulher, de uma personagem obscura que poderia ser representação da morte e outra com o cabelo alvoroçado. A jovem procura refúgio no que parece ser o pórtico de uma igreja povoado por velhas, tolhidos e mendigos. O fundo, entre claro e obscuro de água-tinta brunida, parece irreal, e dota a estampa de uma luz de outro mundo. Relações entre mulheres e velhos rixosos reaparecem no «Disparate alegre» (n.º 12), no que um velhote de enorme bragueiro dança em círculo com mulheres de amplo decote.

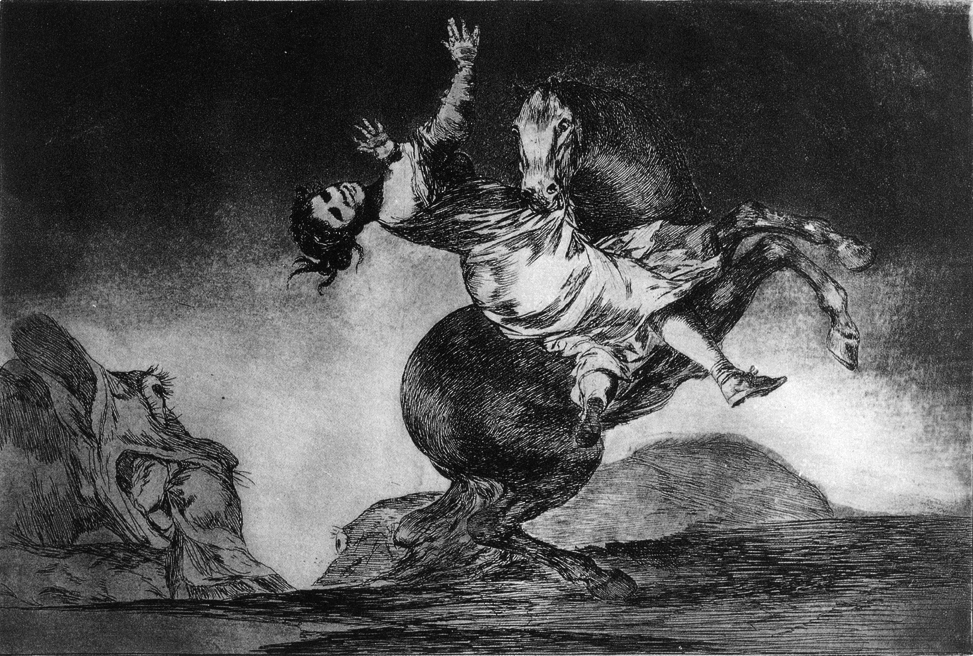
Disparate n.º 10,Caballo raptor ("Cavalo raptor").

As gravuras que supõem sátiras de vícios são igualmente enigmáticas. Não há parâmetros lógicos que permitam decifrar o assunto das estampas. O Disparate número 5 («Disparate voante») amostra a um estranho animal ou ser mitológico voador, talvez um hipogrifo, sobre cuja garupa montam um homem e uma mulher. Ela parece forcejar e não sabemos se é raptada contra sua vontade, fugiu com o seu amante ou a imagem é toda ela uma alegoria do desenfreio sexual. No Disparate n.º 10, Caballo raptor ("Cavalo raptor"), uma mulher é arrebatada de um bocado por um cavalo, animal que habitualmente representa a potência sexual. Ao fundo, um rato gigantesco com aspeto de montículo, a modo de paisagem, devora uma mulher, reforçando o significado da cena central.
Nenhuma das interpretações supracitadas esgota os complexos significados dos Disparates. Também não foi possível dilucidar um fio temático condutor da série. Ao mais que se pode chegar é a fundar a possível unidade na aparência extravagante e grotesca das figuras e na ambientação noturna da maioria das estampas, junto com a violência subversiva que mostram grande parte delas. O segredo do seu sentido final fica oculto e, possivelmente, seja a sua radical ambiguidade à que deve este conjunto a modernidade e atenção que recebeu por parte da crítica de todas as épocas.

## Bibliografía
- (Biblioteca Nacional de España), Los disparates, [URL visitada a  [[20 de Agosto]] de 2007].
- BOZAL, Valeriano, Francisco Goya, vida e obra, (2 vols.) Madrid, Tf., 2005, vol. 2, págs. 199-217. ISBN 84-96209-39-3.
- CARRETE PARRONDO, Juan, Ricardo Centellas Salamero e Guillermo Fatás Cabeza, Goya ¡Que valor!. V. Disparates, Saragoça, Caja de Ahorros de la Inmaculada, 1996. ISBN 84-88305-35-4, [URL visitada a  [[20 de Agosto]] de 2007].
- GLENDINNING, Nigel,  Francisco de Goya, Madrid, Cuadernos de Historia 16 (col. «El arte y sus creadores», n.º 30), 1993. D.L. 34276-1993